# BAKUROCK 〜未来の輪郭線〜
「BAKUROCK 〜未来の輪郭線〜」（バクロック みらいのりんかくせん）は、YA-KYIMの9枚目のシングル。2010年11月24日にワーナーミュージック・ジャパンから発売された。

## 概要
前作「たぶんきっと／HAPPY FACE （love ver.）」から約1年4ヶ月ぶりのリリース。表題曲「BAKUROCK 〜未来の輪郭線〜」は、テレビアニメ『バクマン。』のエンディングテーマであり、これまでの楽曲から一転し、ロックチューンに仕上がっている。
初回限定盤と通常盤の2種リリースであり、初回限定盤には、「BAKUROCK 〜未来の輪郭線〜」のPVが収録されたDVDが同梱されている。また、初回限定盤はスリーブジャケットになっており、CDジャケットには、真城最高、高木秋人の2人が描かれている。初回生産分特典として、テレビアニメ『バクマン。』のキャラクターカード（全14種類）がランダムで封入されている。

## 収録曲
（全作詞：ryow inukami ）
1. BAKUROCK 〜未来の輪郭線〜 [4:07]
  - 作曲：mitsuyuki miyake・naoto suzuki・hiroto suzuki、編曲：hiroto suzuki
  - NHK教育テレビアニメ『バクマン。』エンディングテーマ
2. 旅人 [4:31]
  - 作詞：MIKU、作曲・編曲：鈴木ヒロト
3. フユコイ [4:59]
  - 作詞：ryow inukami・MIKU、作曲：YOO、編曲：鈴木ヒロト
4. BAKUROCK 〜未来の輪郭線〜（inst）

- DVD（初回限定盤のみ） 
  1. BAKUROCK 〜未来の輪郭線〜（Music Video）
  2. テレビアニメ『バクマン。』エンディング映像